# Собственная энергия
Собственная энергия частицы в квантовой теории поля — это полная энергия частицы с учётом изменений в окружающем пространстве (вакууме). Обозначают {\displaystyle \Sigma }, и представляет собой вклад в энергию частицы или эффективную массу из-за взаимодействия между частицей и её окружением. В электростатике энергия, необходимая для формирования распределения зарядов, принимает форму собственной энергии за счёт перемещения составляющих зарядов из бесконечности, где электрическая сила стремится к нулю. В контексте физики конденсированного состояния, для электронов — квазичастицам, движущимся в материале, собственная энергия или часто говорят о собственной энергетической части (полной энергии поскольку ряд теории возмущений обычно учитывает только часть диаграмм для конкретного приближения) представляет собой потенциал, который ощущает электрон из-за взаимодействия с окружающей средой. Поскольку электроны отталкивают друг друга, движущийся электрон поляризует или заставляет смещаться электроны поблизости, а затем изменяет потенциал движущихся электронных полей.

## Свойства
Математически эта энергия равна так называемому значению на массовой оболочке оператора собственной энергии в импульсном представлении (точнее, этому значению умноженному на {\displaystyle \hbar }). В этом или других представлениях (таких как представление пространства-времени) собственная энергия наглядно (и кратко) представлена с помощью диаграмм Фейнмана, таких как показанная ниже. На этой конкретной диаграмме три прямые линии со стрелками представляют частицы или пропагаторы частиц, а волнистая линия — взаимодействие между частицами; удалив (или ампутировав) крайнюю левую и крайнюю правую прямые линии на диаграмме, показанной ниже (эти так называемые внешние линии соответствуют заданным значениям, например, для импульса и энергии, или четырёхимпульса), сохраняется вклад в оператор собственной энергии (например, в импульсном представлении). Используя небольшое количество простых правил, каждая диаграмма Фейнмана выражается в соответствующей алгебраической форме.
В общем, значение оператора собственной энергии на массовой оболочке в импульсном представлении комплекснозначное. В таких случаях именно реальная часть этой собственной энергии отождествляется с физической собственной энергией (называемой выше «собственной энергией» частицы); обратная мнимая часть является мерой времени жизни исследуемой частицы. Для ясности элементарные возбуждения, или одетые частицы (см. квазичастицы), во взаимодействующих системах отличаются от стабильных частиц в вакууме; их функции состояния состоят из сложных суперпозиций собственных состояний лежащей в основе многочастичной системы, которые лишь на мгновение, если вообще ведут себя как те, которые специфичны для свободных частиц; вышеупомянутое время жизни — это время, в течение которого одетая частица ведёт себя так, как если бы она была одиночной частицей с чётко определёнными импульсом и энергией.
Оператор собственной энергии (часто обозначаемый {\displaystyle \Sigma _{}^{}}) относится к голым и одетым пропагаторам (часто обозначается {\displaystyle G_{0}^{}} и {\displaystyle G_{}^{}} соответственно) через уравнение Дайсона:
{\displaystyle G=G_{0}^{}+G_{0}\Sigma G.}
Умножение слева на обратный оператор {\displaystyle G_{0}^{-1}} к оператору {\displaystyle G_{0}} и справа от {\displaystyle G^{-1}} даёт
{\displaystyle \Sigma =G_{0}^{-1}-G^{-1}.}
Фотон и глюон не приобретают массу в результате перенормировки, поскольку калибровочная симметрия защищает их от приобретение массы. Это следствие тождества Уорда. W-бозон и Z-бозон получают массы посредством механизма Хиггса; они действительно подвергаются перенормировке массы посредством перенормировки теории электрослабого взаимодействия.
Нейтральные частицы с внутренними квантовыми числами могут смешиваться друг с другом посредством образования виртуальных пар. Основным примером этого явления является смешивание нейтральных каонов. При соответствующих упрощающих предположениях этот процесс описывается без использования квантовой теории поля.